# Власть денег
«Власть денег» — всеукраїнський діловий тижневик. Заснований у 2004 році у Києві, розповсюджується по всій території України. Видається російською мовою. Тираж — 60 тис. екземплярів.
Містить аналітичні статі про події у економічному, політичному та суспільному житті України. При підготовці матеріалів редакція керується принципом «просто про складне»

## Аудиторія
Згідно з опитуванням 2010 року, 68,57 % читачів журналу складається з чоловіків, 18,42 % займають посади керівників, 35,75 % є спеціалістами та/або малими підприємцями. 59,5 % читачів мають вищу освіту.
33,8 % читачів відносять себе до середнього класу.

## Керівництво
- Головний редактор, редактор-засновник —  Оксана Мітницька
- Заступник головного редактора — Надія Кемуларія
- Дизайн-директор — Андрій Шубін
- Артдиректор — Антон Землянський

## Редактори та автори
- Аліса Юрченко — рубрики «Особливий погляд»
- Андрій Ольшевський — рубрика «Своя справа»
- Сергій Сироватка — рубрика «Особиста справа»
- Юлія Слінько — ведуча рубрики «Чемпіонат олігархів»
- Ольга Володченко — розділ «Більш того!»
- Людмила Святецька — літературний редактор-коректор

Серед авторів журналу — письменник Станіслав Цалик, історик та києвознавець Михайло Кальницький, журналіст Маргарита Ормоцадзе, керівник української служби БіБіСі Ніна Кур'ята.

## Нагороди
- 2005 рік — лауреат 3-го Всеукраїнського конкурсу преси у номінації «Найкраща інфографіка»
- 2005 рік — нагорода 6-го Київського міжнародного фестивалю реклами «Відкриття року» серед друкованих медіа
- 2005 рік — переможець Першого національного конкурсу «Обкладинка року в Україні 2005» та російського конкурсу «Обкладинка року» у номінації «українські видання»
- 2007, 2009, 2010 роки — журналісти тижневика стають призерами Міжнародного конкурсу «Премія ділових кіл PressЗвание» у номінаціях «Актуальна тема енергоефективності», «Електроенергетика», «Транспорт», «Страхування», «Повага колег».